# يان كلارك
يان كلارك (16 أغسطس 1975 بنيو ويستمينيستر في كندا - ) هو لاعب كرة قدم كندي في مركز الهجوم. لعب مع فانكوفر وايتكابس (نادي كرة قدم) وميلواكي وايف وCalgary Mustangs (USL) ‏ وEdmonton Drillers (1996–2000) ‏ ومونتريال إمباكت (1992–2011) وSt. Louis Ambush (1992–2000) ‏ وويتشاتا وينغز ‏.